# Гаузен (Тюрингія)
Гаузен (нім. Hausen) — громада в Німеччині, розташована в землі Тюрингія. Входить до складу району Айхсфельд. Складова частина об'єднання громад Айхсфельдер-Кессель.
Площа — 4,28 км2. Населення становить Невірний параметр metadata 16 061 043 ос. (станом на 31 грудня 2021).